# 337
337 (CCCXXXVII) var ett normalår som började en lördag i den julianska kalendern.

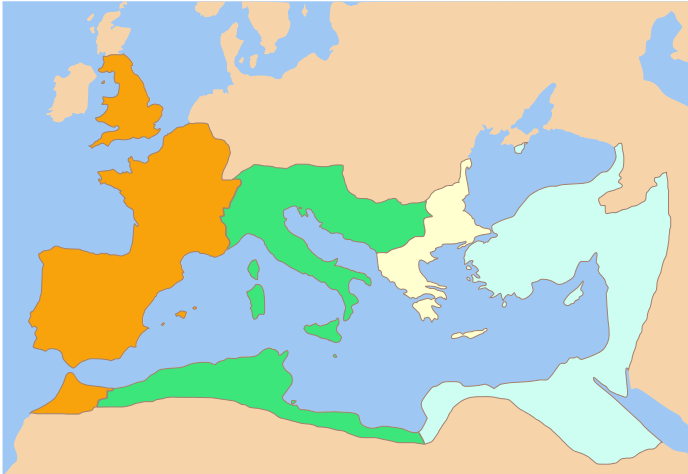
Uppdelningen av romerska riket mellan de fyra kejsarna från maj till september 337.

## Händelser

### Februari
- 6 februari – Sedan Markus har avlidit året innan väljs Julius I till påve.

### Juni
- 17 juni – Constantius II tillkännager återinsättningen av Athanasius som patriark av Alexandria.

### September
- 9 september – Konstantin II, Constantius II och Constans efterträder sin far Konstantin den store och styr Romarriket som samregenter.
- September – Ett antal ättlingar till Constantius I Chlorus, likaväl som romerska tjänstemän, avrättas. De tre kejsarna förnekar inblandning i detta.

### Okänt datum
- Korfu blir en del av Östrom.
- Shapur II av Persien börjar kriga med Romarriket.
- Paulus I blir patriark av Konstantinopel.

## Födda
- Fa-hsien, kinesisk buddhistisk munk och resande (född omkring detta år)

## Avlidna
- 22 maj – Konstantin den store, romersk kejsare 306-337
- September
  - Hannibalianus, kung av Pontus[förtydliga]  och brorson till Konstantin den store (avrättad)
  - Dalmatius, caesar och brorson till Konstatin den store (avrättad)
  - Flavius Dalmatius, son till Constantius I Chlorus och far till Hannibalianus och Dalmatius (avrättad)
  - Julius Constantius, son till Constantius I Chlorus och far till Constantius Gallus och Julianus Apostata (avrättad)
  - Patricius Optatus (avrättad)
  - Ablavius, prefekt i det kejserliga gardet (avrättad)
- Eustathius, patriark av Antiochia (troligen död detta år)
- Alexander, patriark av Konstantinopel